# La Huerta, La Huerta
La Huerta är en ort i Mexiko.   Den ligger i kommunen La Huerta och delstaten Jalisco, i den södra delen av landet, 600 km väster om huvudstaden Mexico City. La Huerta ligger 290 meter över havet och antalet invånare är 7 601.
Terrängen runt La Huerta är kuperad. Runt La Huerta är det glesbefolkat, med 14 invånare per kvadratkilometer. La Huerta är det största samhället i trakten. Omgivningarna runt La Huerta är en mosaik av jordbruksmark och naturlig växtlighet.